# Llinda i porta de Can Cargol
La Llinda i porta de Can Cargol és una obra de Sant Joan de les Abadesses (Ripollès) inclosa a l'Inventari del Patrimoni Arquitectònic de Catalunya.

## Descripció
És la típica llinda de les portes de les cases del segle xviii amb una data de la qual la meitat ja està esborrada pel deteriorament dels anys. La pedra picada a tot el marc de la porta i la llinda d'una sola peça dona un notable bellor arquitectònic. La porta que dona accés a l'escala que condueixen als diferents pisos que consta la casa és pintada de color vers i s'obre en dues fulles.

## Història
És un model de les cases de barri vell creat el segle xiii com a vila nova en el Vinyal del monestir que encara conserva el seu traçat dels carrers havent estat les cases refetes i restaurades cada vegada que hi havia un moment econòmic favorable. En la llinda de la porta d'entrada hi ha una inscripció que data de 17 […] d'una molt possible restauració de la casa durant aquest segle xviii. Datat parcialment.